# Kanoistika na Letních olympijských hrách 2020
Závody v kanoistice na Letních olympijských hrách 2020 v Tokiu se uskutečnily ve dnech 25. července – 7. srpna 2021.

## Účastníci podle zemí
Níže je seznam zemí, které vyslaly své zástupce na kanoistické soutěže na Letních olympijských hrách 2020 v Tokiu, v závorce je uveden počet sportovců z dané země.
- Alžírsko (1)
- Andorra (1)
- Argentina (4)
- Austrálie (16)
- Rakousko (5)
- Bělorusko (12)
- Belgie (4)
- Belize (1)
- Brazílie (5)
- Bulharsko (1)
- Kanada (18)
- Chile (2)
- Čína (18)
- Tchaj-wan (1)
- Cookovy ostrovy (3)
- Chorvatsko (3)
- Kuba (5)
- Česko (9)
- Dánsko (4)
- Egypt (2)
- Francie (13)
- Německo (21)
- Velká Británie (8)
- Maďarsko (18)
- Írán (1)
- Irsko (1)
- Itálie (7)
- Japonsko (12) hostitel
- Kazachstán (7)
- Lotyšsko (1)
- Litva (1)
- Mexiko (1)
- Moldavsko (3)
- Maroko (2)
- Mosambik (1)
- Nizozemsko (1)
- Nový Zéland (8)
- Nigérie (1)
- Norsko (1)
- Polsko (13)
- Portugalsko (8)
- Tým uprchlíků (1)
- Rumunsko (2)
- Sportovci ROV (17)
- Samoa (3)
- Svatý Tomáš a Princův ostrov (2)
- Senegal (1)
- Srbsko (3)
- Slovensko (9)
- Slovinsko (6)
- Jižní Korea (1)
- Španělsko (15)
- Švédsko (3)
- Švýcarsko (3)
- Thajsko (1)
- Tunisko (4)
- Ukrajina (11)
- Spojené státy americké (4)
- Uzbekistán (2)

## Medailisté

### Vodní slalom

#### Muži
| Kategorie | Zlato                              | Stříbro                        | Bronz                             |
| --------- | ---------------------------------- | ------------------------------ | --------------------------------- |
| C1        | Benjamin Savšek · Slovinsko ( SLO) | Lukáš Rohan · Česko (CZE)      | Sideris Tasiadis · Německo ( GER) |
| K1        | Jiří Prskavec · Česko (CZE)        | Jakub Grigar · Slovensko (SVK) | Hannes Aigner · Německo (GER)     |

#### Ženy
| Kategorie | Zlato                            | Stříbro                                    | Bronz                            |
| --------- | -------------------------------- | ------------------------------------------ | -------------------------------- |
| C1        | Jessica Foxová · Austrálie (AUS) | Mallory Franklinová · Velká Británie (GBR) | Andrea Herzogová · Německo (GER) |
| K1        | Ricarda Funková · Německo (GER)  | Maialen Chourrautová · Španělsko (ESP)     | Jessica Foxová · Austrálie (AUS) |

### Rychlostní kanoistika

#### Muži
| Kategorie | Zlato                                                                               | Stříbro                                                                                    | Bronz                                                                           |
| --------- | ----------------------------------------------------------------------------------- | ------------------------------------------------------------------------------------------ | ------------------------------------------------------------------------------- |
| C1 1000 m | Isaquias Queiroz · Brazílie (BRA) 4:04.408                                          | Liu Hao · Čína (CHN) 4:05.724                                                              | Serghei Tarnovschi · Moldavsko (MDA) 4:06.069                                   |
| C2 1000 m | Kuba (CUB) · Serguey Torres · Fernando Jorge 3:24.995                               | Čína (CHN) · Liu Hao · Zheng Pengfei 3:25.198                                              | Německo (GER) · Sebastian Brendel · Tim Hecker 3:25.615                         |
| K1 200 m  | Sándor Tótka · Maďarsko (HUN) 35.035                                                | Manfredi Rizza · Itálie (ITA) 35.080                                                       | Liam Heath · Velká Británie (GBR) 35.202                                        |
| K1 1000 m | Bálint Kopasz · Maďarsko (HUN) 3:20.643                                             | Ádám Varga · Maďarsko (HUN) 3:22.431                                                       | Fernando Pimenta · Portugalsko (POR) 3:22.478                                   |
| K2 1000 m | Austrálie (AUS) · Jean van der Westhuyzen · Thomas Green 3:15.280                   | Německo (GER) · Max Hoff · Jacob Schopf 3:15.584                                           | Česko (CZE) · Josef Dostál · Radek Šlouf 3:16.106                               |
| K4 500 m  | Německo (GER) · Max Rendschmidt · Ronald Rauhe · Tom Liebscher · Max Lemke 1:22.219 | Španělsko (ESP) · Saúl Craviotto · Marcus Walz · Carlos Arévalo · Rodrigo Germade 1:22.445 | Slovensko (SVK) · Samuel Baláž · Denis Myšák · Erik Vlček · Adam Botek 1:23.534 |

#### Ženy
| Kategorie | Zlato                                                                                           | Stříbro                                                                                             | Bronz |
| --------- | ----------------------------------------------------------------------------------------------- | --------------------------------------------------------------------------------------------------- | --- |
| C1 200 m  | Nevin Harrisonová · Spojené státy americké (USA) 45.932                                         | Laurence Vincent-Lapointeová · Kanada (CAN) 46.786                                                  | Ljudmyla Luzanová · Ukrajina (UKR) 47.034                                                                 |
| C2 500 m  | Čína (CHN) · Xu Shixiao · Sun Mengya 1:55.495                                                   | Ukrajina (UKR) · Ljudmyla Luzanová · Anastasiia Chetverikova 1:57.499                               | Kanada (CAN) · Laurence Vincent Lapointe · Katie Vincent 1:59.041                                         |
| K1 200 m  | Lisa Carringtonová · Nový Zéland (NZL) 38.120                                                   | Teresa Portelaová · Španělsko (ESP) 38.883                                                          | Emma Jørgensenová · Dánsko (DEN) 38.901                                                                   |
| K1 500 m  | Lisa Carringtonová · Nový Zéland (NZL) 1:51.216                                                 | Tamara Csipesová · Maďarsko (HUN) 1:51.855                                                          | Emma Jørgensenová · Dánsko (DEN) 1:52.773                                                                 |
| K2 500 m  | Nový Zéland (NZL) · Lisa Carringtonová · Caitlin Regalová 1:35.785                              | Polsko (POL) · Karolina Najaová · Anna Puławskaová 1:36.753                                         | Maďarsko (HUN) · Danuta Kozáková · Dóra Bodonyiová 1:36.867                                               |
| K4 500 m  | Maďarsko (HUN) · Danuta Kozáková · Tamara Csipesová · Anna Kárászová · Dóra Bodonyiová 1:35.463 | Bělorusko (BLR) · Marharyta Makhneva · Nadzeya Papok · Volha Khudzenka · Maryna Litvinchuk 1:36.073 | Polsko (POL) · Karolina Najaová · Anna Puławskaová · Justyna Iskrzyckaová · Helena Wiśniewskaová 1:36.445 |

## Přehled medailí
| Pořadí | Země                   | Zlato | Stříbro | Bronz | Celkem |
| ------ | ---------------------- | ----- | ------- | ----- | ------ |
| 1      | Maďarsko               | 3     | 2       | 1     | 6      |
| 2      | Nový Zéland            | 3     | 0       | 0     | 3      |
| 3      | Německo                | 2     | 1       | 4     | 7      |
| 4      | Austrálie              | 2     | 0       | 1     | 3      |
| 5      | Čína                   | 1     | 2       | 0     | 3      |
| 6      | Česko                  | 1     | 1       | 1     | 3      |
| 7      | Brazílie               | 1     | 0       | 0     | 1      |
| 7      | Kuba                   | 1     | 0       | 0     | 1      |
| 7      | Slovinsko              | 1     | 0       | 0     | 1      |
| 7      | Spojené státy americké | 1     | 0       | 0     | 1      |
| 11     | Španělsko              | 0     | 3       | 0     | 3      |
| 12     | Kanada                 | 0     | 1       | 1     | 2      |
| 12     | Velká Británie         | 0     | 1       | 1     | 2      |
| 12     | Polsko                 | 0     | 1       | 1     | 2      |
| 12     | Slovensko              | 0     | 1       | 1     | 2      |
| 12     | Ukrajina               | 0     | 1       | 1     | 2      |
| 17     | Bělorusko              | 0     | 1       | 0     | 1      |
| 17     | Itálie                 | 0     | 1       | 0     | 1      |
| 19     | Dánsko                 | 0     | 0       | 2     | 2      |
| 20     | Moldavsko              | 0     | 0       | 1     | 1      |
| 20     | Portugalsko            | 0     | 0       | 1     | 1      |
| celkem | celkem                 | 16    | 16      | 16    | 48     |